# Тікич (притока Гірського Тікичу)
Тікич, Юшка — річка в Україні, в Оратівському й Монастирищенському районах Вінницької й Черкаської областей. Ліва притока Гірського Тікичу (басейн Південного Бугу).

## Опис
Довжина річки 24 км, похил річки — 2,7 м/км. Формується з багатьох безіменних струмків та водойм. Площа басейну 109 км².

## Розташування
Бере початок на південному сході від Оратівки. Тече переважно на південний схід через Сабарівку і у Долинці впадає у річку Гірський Тікич. 
Населені пункти вздовж берегової смуги: Юшківці, Лукашівка.

## Галерея

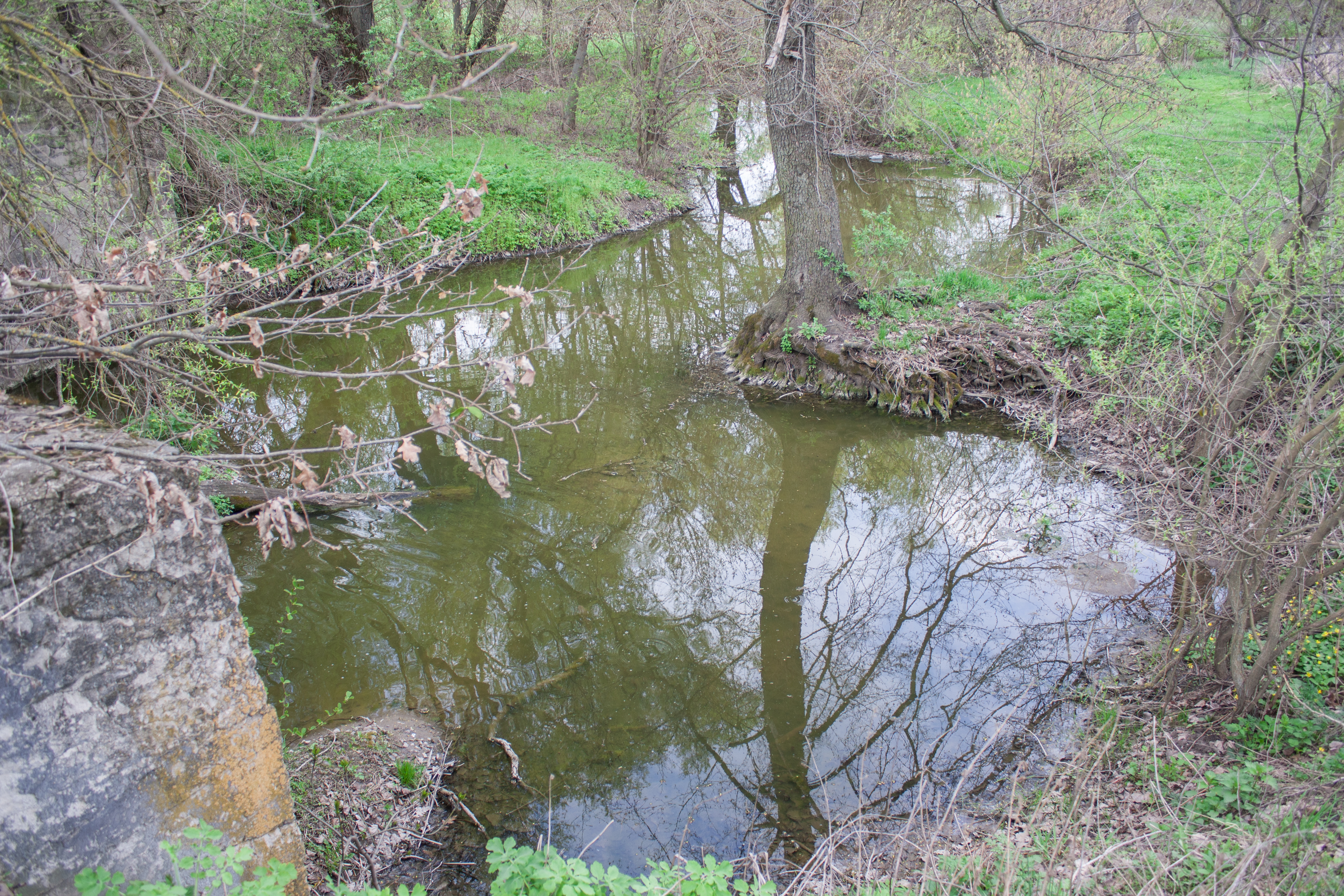
Річка в селі Юшківці
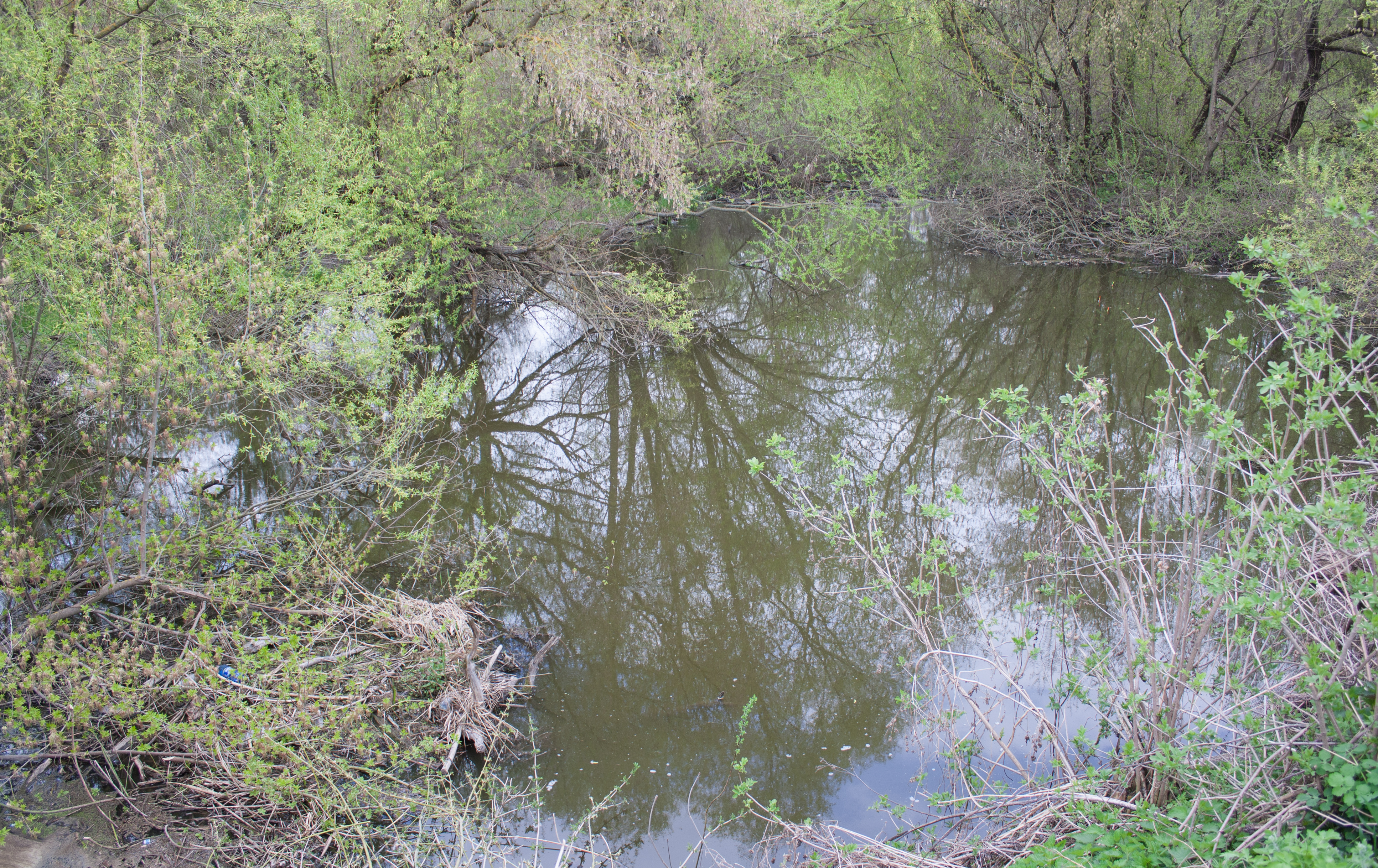
Річка в селі Лукашівка
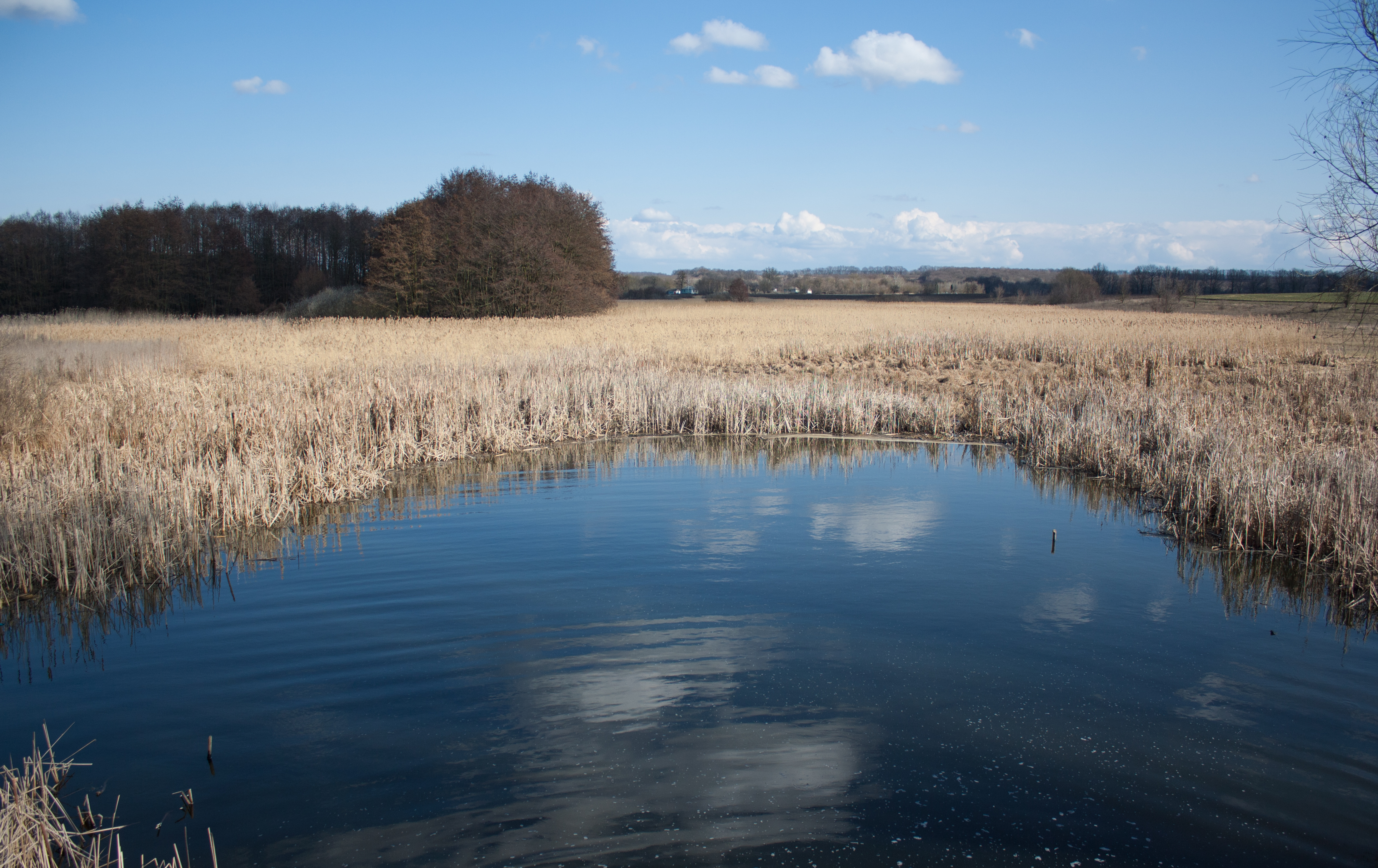
Річка в селі Долинка